# Promise Ugochukwu
Promise Ugochukwu (* 13. März 2002), mit vollständigen Namen Promise Onye Ugochukwu, ist ein nigerianischer Fußballspieler.

## Karriere
Promise Ugochukwu erlernte das Fußballspielen in der Mannschaft der Dynamo Sports Foundation sowie in der Schulmannschaft der Kochi Chuo High School. Seinen ersten Vertrag unterschrieb er 2020 beim Yokohama Sports & Culture Club. Der Verein aus Yokohama spielte in der dritten japanischen Liga, der J3 League. Sein Drittligadebüt gab er am 27. Juni 2020 im Auswärtsspiel gegen den SC Sagamihara. Hier wurde er in der 74. Minute für den Japaner Takuya Miyamoto eingewechselt.